# Yalan Sevdan
Yalan Sevdan (tr. für: „Falsche Liebe“) ist der erste Extended Play der türkischen Sängerin Demet Akalın. Er ist nach dem gleichnamigen Song benannt und erschien am 13. Juni 2000.

## Entstehung und Inhalt
Vier Jahre nach der Veröffentlichung ihres Debütalbums Sebebim im Jahr 1996 begann Akalın die Arbeiten für ihre erste EP. Aufgenommen wurde das Album im Studio Sound Academy in Istanbul. Unterstützung erhielt sie u. a. von den Produzenten und Songwritern Faruk Kurukaya und Ümit Sayın. Für das Lied 
Senin Anan Güzel mi? schrieb Kurukaya die Liedtexte und war an dessen Produktion beteiligt. Ümit Sayın produzierte den Song Yalan Sevdan, nach dem das Album benannt wurde, und erstellte die dazugehörigen Liedtexte.
Das Album im Kleinformat beinhaltet sieben Lieder und hat eine Laufzeit von 36 Minuten und 27 Sekunden. Neben der Lead-Single Senin Anan Güzel mi? und dem zweiten Track Yalan Sevdan enthält die EP jeweils von beiden Songs eine Radio Mix-Version und eine Club Mix-Version. Diese Remixversionen stammen von DJ Bayülken. Der siebte Track mit dem Titel CD Extra Expantion Double Club DJ Mix bildet eine Mixversion beider Lieder.
In den beiden Haupttracks Senin Anan Güzel mi? und Yalan Sevdan singt Akalın über Themen wie Gefühle, Erwartungen, Verliebtheit, Hoffnung und Schmerz. Die Lead-Single Senin Anan Güzel mi? wurde am 20. Juni 2000 als Singleauskopplung veröffentlicht. Im Musikvideo hatte Akalıns damaliger Lebensgefährte İbrahim Kutluay einen Gastauftritt.

## Coverbild
Auf dem Cover des Albums ist Akalın auf der rechten Seite im Halbkörperprofil zu sehen. Sie trägt ein brusthohes hell-lavendelfarbiges trägerloses Kleid. Akalın hat beide Arme angewinkelt und hält mit diesen das Kleid fest. Ihr Kopf ist nach links zum Betrachter geneigt. Die Haare hat Akalın nicht wie bei ihrem Vorgängeralbum Sebebim kurz geschnitten und schwarz gefärbt; diese sind nun lang und besitzen einen braunen Farbton.
Der Hintergrund des Covers ist weiß bis leicht cremefarbig gestaltet. In der rechten unteren Ecke steht in rosafarbenen Buchstaben der Titel des Albums. Der Name der Künstlerin ist auf der linken Seite von unten nach oben lesbar. Die Buchstaben DEMET AKALIN haben an der Unterseite einen magentafarbenen Ton, während der obere Teil dunkelblau bis -violett gefärbt ist.

## Titelliste
| #  | Titel                                 | Songschreiber              | Produzent                  | Länge |
| -- | ------------------------------------- | -------------------------- | -------------------------- | ----- |
| 1. | Senin Anan Güzel mi?                  | Faruk Kurukaya             | Faruk Kurukaya             | 4:12  |
| 2. | Yalan Sevdan                          | Ümit Sayın                 | Ümit Sayın                 | 4:30  |
| 3. | Senin Anan Güzel mi? (Radio Mix)      | Faruk Kurukaya             | Faruk Kurukaya             | 4:28  |
| 4. | Yalan Sevdan (Radio Mix)              | Ümit Sayın                 | Ümit Sayın                 | 4:30  |
| 5. | Senin Anan Güzel mi? (Club Mix)       | Faruk Kurukaya             | Faruk Kurukaya             | 6:08  |
| 6. | Yalan Sevdan (Club Mix)               | Ümit Sayın                 | Ümit Sayın                 | 5:16  |
| 7. | CD Extra Expantion Double Club DJ Mix | Faruk Kurukaya, Ümit Sayın | Faruk Kurukaya, Ümit Sayın | 7:14  |

## Mitwirkende
Folgende Personen trugen zur Entstehung des Albums Yalan Sevdan bei.

### Musik
| - Gesang: Demet Akalın - Backgroundgesang: Emirkan, Ercan İyik, Mutlu, Soner Çınar, Yeşim Vatan, Zeynep Dizdar, Özlem Kutluay - Gitarre: Erdem Sökmen - Saz: Kemal Esen | - Klarinette: Kirpi - Trommel: Erhan Bayrak, Mehmet Akatay, Cengiz Ercümer, Seyfi Ayta - Tamburin: Cengiz Ercümer, Seyfi Ayta - Bass: Eylem Pelit - Perkussion: Cengiz Ercümer, Eyfi Ayta |

### Produktion
- Ausführende Produzenten: Şahin Özer, Erdinç Berkay, Demet Akalın
- Produktion: Şahin Özer, Erdinç Berkay, Demet Akalın
- Co-Produktion: Çizmeli Kedi
- Abmischung: Bayülken, Cem Büyükuzun
- Mastering: Erol Temizel

### Visuelles
- Artwork, Fotografien: Muhittin Tüylüce, Kerem Ayvazlar, Onur Ofset
- Kostüme: Roman
- Make-up: Coşar
- Styling: Medula & Savaş Yılmaz